# Kristoffer Lund
	Kristoffer Lund Hansen (Kerteminde, 2002. május 14. –) dán születésű amerikai válogatott labdarúgó, az olasz Palermo játékosa.

## Pályafutása

### Klubcsapatokban
A dániai Kerteminde városának a korosztályos csapataiban ismerkedett meg a labdarúgás alapjaival, majd 2015-ben a Midtjylland akadémiájára igazolt, itt 2017. május 14-én profi szerződést írt alá. 2021. február 11-én mutatkozott be a felnőttek között a kupában az Odense BK ellen 2–1-re megnyert találkozón a 72. percben Aílton cseréjeként. Április 21-én három szezonra szerződtette az Esbjerg csapata. Augusztus 11-én tétmérkőzés nélkül szerződtette a svéd BK Häcken 2024-es szezon végéig.
2023. augusztus 21-én négyéves szerződést ír alá az olasz Palermo csapatával. 2024. február 27-én megszerezte első gólját a Ternana Calcio elleni másodosztályú bajnoki mérkőzésen.

### A válogatottban
Dániában született dán apától és amerikai anyától, de ő kettős állampolgársággal rendelkezik. Korosztályos szinten Dániát képviselte.
2023 augusztusában kérvényezte, hogy az Amerikai Egyesült Államok válogatottját szeretné képviselni. Nemsokkal később Gregg Berhalter szövetségi kapitány meghívót küldött neki Üzbegisztán és Omán elleni barátságos mérkőzésekre. Szeptember 9-én mutatkozott be Üzbegisztán ellen. 2024 márciusában a 2023–2024-es CONCACAF Nemzetek Ligája döntőszakaszában bár nem lépett pályára, de a kispadon helyett kapott. Június 14-én bekerült a Copa Américán résztvevő 26 fős keretbe.

## Sikerei, díjai

### Klub
- BK Häcken
  - Svéd bajnok: 2022[16]
  - Svéd kupa: 2022–23[17]

### Válogatott
- Amerikai Egyesült Államok
  - CONCACAF Nemzetek ligája: 2023–24[18]